# Ávila Televisión
Ávila Televisión (también conocido como Ávila TV) es un canal de televisión abierta venezolano, ubicado en la ciudad de Caracas.

## Historia
Fue inaugurado el 6 de julio de 2006 por el entonces alcalde metropolitano Juan Barreto con una inversión de US$5 millones, y fue administrado por la Alcaldía Metropolitana de Caracas hasta el 18 de diciembre de 2008, cuando pasó a manos del Ministerio del Poder Popular para la Comunicación y la Información.
El primer Presidente de Ávila TV fue José Manuel Iglesias, fundador de la Asociación de Medios Comunitarios, Libres.y Alternativos (ANMCLA).
Está a cargo de una fundación sin fines de lucro creada por el Gobierno del Distrito Metropolitano de Caracas. Se encuentra disponible en señal abierta en el área metropolitana de Caracas a través de la frecuencia 47 de la UHF y en el canal 24.5 de la televisión digital terrestre en Venezuela.
Su programación ha estado orientada a la cultura urbana mediante programas simpatizantes al socialismo chavista, y programación importada de diferentes televisoras izquierdistas de Latinoamérica, incluyendo películas (a través de los programas El Autobús y Documéntala) y animaciones extranjeras. En diciembre de 2015 se decidió repolitizar el canal, mostrando documentales y programas a favor del gobierno de Nicolás Maduro.

## Programación

### Programación actual
- Documentala
- Vibra Musical
- Fórmula friki
- Estrellados
- Zona otaku
- Zona toon
- Cine acción
- Cine familia
- Cine infantil
- Paisaje sonoro
- Cine anime
- El peso del amor
- Chica infernal
- Arjuna
- Mushishi